# Hirarin
Hirarin（日語：ひらりん），日本漫畫家、漫畫原作者。

## 來歷、人物
早年以讀者身份經常投稿大塚英志原作漫畫（作畫：相川有。1993年－1995年連載）的二次創作至大塚英志的個人事務所「物語環境開發」。進入大塚（英志）的個人事務所就職之後，從聖痕的續篇《新·聖痕》（1995年－1997年連載）開始擔任大塚原作的其它作品人物設計的工作。
從《多重人格偵探》開始（作畫：田島昭宇，1997年－）也擔任作品中的「犯罪設定（犯罪手法的解說）」。
此外在大塚的著書《物語操》《小説作方》除了有收錄畫的圖之外，有給作品角色資料設定。
自畫像是《多重人格偵探》登場的留鬍男性。

## 漫畫作品
| 作品名稱（日文原名）       | 發表雜誌／年份                               | 出版社             | 冊數           | 備註                                                          |
| -------------------------- | -------------------------------------------- | ------------------ | -------------- | ------------------------------------------------------------- |
| 多重人格偵探Saichoko （多重人格探偵サイチョコ）  | 《月刊少年Ace》 2001年－2010年               | 角川書店／KADOKAWA | 全4冊          | 四格漫畫作品                                                  |
| 破戒神                     | 《Comic ZERO-SUM》2005年                     | 一迅社             | 全2冊          | 擔任原作（作畫：星樹）                                        |
| 詛咒屋姐妹 （のろい屋しまい）            | 《月刊COMIC RYU》 2006年－2008年             | 德間書店           | 全1冊          | 2014年後來發行新書版                                          |
| 詛咒屋姐妹 悠悠和寧寧 （のろいや姉妹 ヨヨとネネ） | 《月刊COMIC RYU》 2011年－2012年             | 德間書店           | 分上下冊       | 2014年後來發行新書版                                          |
| 詛咒屋姐妹PLUS （詛咒屋姐妹プラス）        | 《月刊COMIC RYU》 2012年－2013年             | 德間書店           | －             | 電影動畫《魔法少女姐妹悠悠和寧寧》 單頁宣傳漫畫               |
| 秘密詛咒屋 （のろい屋シークレット）            | 《月刊COMIC RYU》 2013年－2014年             | －                 | －             | －                                                            |
| 黑兔屍體宅急便 （黒兎死体宅配便）        | －                                           | 角川書店／KADOKAWA | －             | 收錄在《黑鷺屍體宅配便傑作精選》文庫版 第3冊－第5冊的同名作品 |
| 三只眼的夢二 （三つ目の夢二）          | 《月刊COMIC RYU》 2008年－2010年／休載中     | 德間書店           | 全2冊 （未完） | 編劇：大塚英志                                                |
| 怪                         | 《月刊COMIC RYU》 2017年－／線上網站進行連載 | 德間書店           |                |                                                               |

## 繪本
- （文章：大塚英志，德間書店，2013年）

## 插畫
- 6理論「方」（作：大塚英志，ASCII新書）
- 物語命題 6講座（作：大塚英志，ASCII新書）
- （作：社，角川翼文庫（日语：角川つばさ文庫））

## 腳註

### 來源
1. ↑  來自《多重人格偵探》交換卡片組附贈小冊子內的Hirarin小檔案。